# قلعه قلات (بستک)
قلعه قلات قلعه‌ای تاریخی واقع در شهر بستک در بخش مرکزی شهرستان بستک در غرب استان هرمزگان، یکی از آثارهای تاریخی و از نقاط دیدنی استان هرمزگان در جنوب ایران است.
«قلعه قلات» در سمت کوه گچ و در ارتفاع ۷۰۰ متری از سطح دریا و در سر تپهٔ بلندی واقع شده‌است.
این قلعه بنام قلعه خان بستک نیز مشهور است.
همچنین قلعهٔ قلات نیز نامیده می‌شود.
به گویش محلی به «تپهٔ بلند» (قَلات) گفته می‌شود.
روایت است که حدود ۲۸۰ سال پیش بنا شده‌است. ومقر حاکم (خان بستک) بوده‌است.
قلعه دارای سه برج در سه ضلع محوطه‌است که هنوز پا برجاه است. آثار دیوار سراسری هم وجود دارد، ساختمان خانه‌های مسکونی خراب شده اما آثار ودیوارهایش باقی است که با گچ و سنگ ساخته شده‌است.
دارای سه باب آب‌انبار (برکه) وحدود ۲ هکتار وسعت محوطه آن است.
روایت است که شیخ محمد بستکی معروف به
«شیخ محمد خان دیده بان» این قلعه را بنا نهاده‌است ومقر حکم خود ساخته‌است بعد از اینکه از قلعه دیده بان به بستک مراجعت نموده‌است.

## نگارخانه

درون قلعه قلات بستک

نمای شهر بستک از درون قلعه
قلعه قلات
دیوار قلعه
یکی از برجای قلعه

نملی قلعه از دور
درون قلعه
نمای بیرونی قلعه